# Hasnon
Hasnon és un municipi francès, situat a la regió dels Alts de França, al departament del Nord. L'any 2006 tenia 3.239 habitants. Limita al nord amb Millonfosse, al nord-est amb Saint-Amand-les-Eaux, al sud-est amb Raismes, al sud amb Wallers, al sud-oest amb Hélesmes, a l'oest amb Warlaing i al nord-oest amb Tilloy-lez-Marchiennes.

## Demografia
| 1962                                       | 1968  | 1975  | 1982  | 1990  | 1999  | 2006  |
| ------------------------------------------ | ----- | ----- | ----- | ----- | ----- | ----- |
| 3.235                                      | 3.275 | 3.271 | 3.395 | 3.271 | 3.180 | 3.239 |
| Des de 1962: població sense dobles comptes |       |       |       |       |       |       |

## Administració
| Període | Identitat     | Partit |
| ------- | ------------- | ------ |
| 2001-   | Yannick Nison |        |